# Margareta (Schiff, 1897)
Die Margareta ist ein Giek-Ewer mit Liegeplatz im Fleth vor der Flethmühle in Buxtehude. Das Schiff lief am 11. Mai 1897 vom Stapel.

## Geschichte
Am 11. November 1896 unterzeichneten der Buxtehuder Schiffer Nikolaus Ecks und der Elmshorner Schiffbaumeister D. W. Kremer Sohn (Kremer-Werft) einen Vertrag für den Bau eines eisernen „Giegewers“ (einmastig) mit Holzboden. Der Preis wurde mit 5.150 Mark vereinbart. Am 11. Mai 1897 war Stapellauf und Übergabe. Der Ewer wurde auf den Namen Margareta getauft. Schon im Herbst 1898 musste nach einer schweren Havarie fast das ganze Vorschiff erneuert werden. Die Reparaturkosten betrugen 1.956,25 Mark. Nach dem Tode von Nikolaus Ecks übernahm im Jahre 1900 der Bruder Diedrich Ecks den Ewer und segelte zusammen mit seiner Frau als Besatzung auf der Elbe mit ihren Nebenflüssen.
In den 1920er wurde aus dem Segel- ein Motorschiff. Die Ecks verkauften es 1950 nach Grünendeich. Immer wieder wurde das Schiff umgebaut, um die unterschiedlichen Nutzungen zu ermöglichen. Zuletzt als Fähranleger umgebaut, wurde die Margareta vor der Elbinsel Lühesand verankert.
Durch die Initiative des Tischlermeisters Ewald Martens erwarb der Altstadt Buxtehude e.V. den Ewer Margareta. Am 25. Mai 1987 kehrte sie nach 37 Jahren Abwesenheit im Schlepp der Barkasse Plummslucker in ihren Heimathafen Buxtehude zurück. Nach einer umfangreichen Restaurierung wurde im August 1991 mit einem Hafenfest der zweite Stapellauf der Margareta gefeiert. Die Bezirksregierung in Lüneburg hat dem Altstadt Buxtehude e. V. am 28. Februar 1992 mitgeteilt, dass der Ewer „Margareta von Buxtehude“ unter Denkmalschutz gestellt wurde. Das Schiff wird vom Förderverein Buxtehuder Hafen und Este e. V. unterhalten und ist im Fleth vor der Flethmühle zu besichtigen.